# Organizația Internațională de Standardizare
Organizația Internațională de Standardizare, cu numele scurt ISO care vine din limba greacă, unde ἴσος, isos, înseamnă „egal”; în engleză: International Organization for Standardization, este o confederație internațională de stabilirea normelor în toate domeniile cu excepția electricității și a electronicii, care sunt reprezentate de IEC (în engleză International Electrotechnical Commission) (Comisia Electrotehnică Internațională), și cu excepția telecomunicațiilor reprezentate de ITU (International Telecommunication Union) (Uniunea Internațională pentru Telecomunicații). Aceste trei organizații sunt unite în WSC (engleză, World Standards Cooperation).

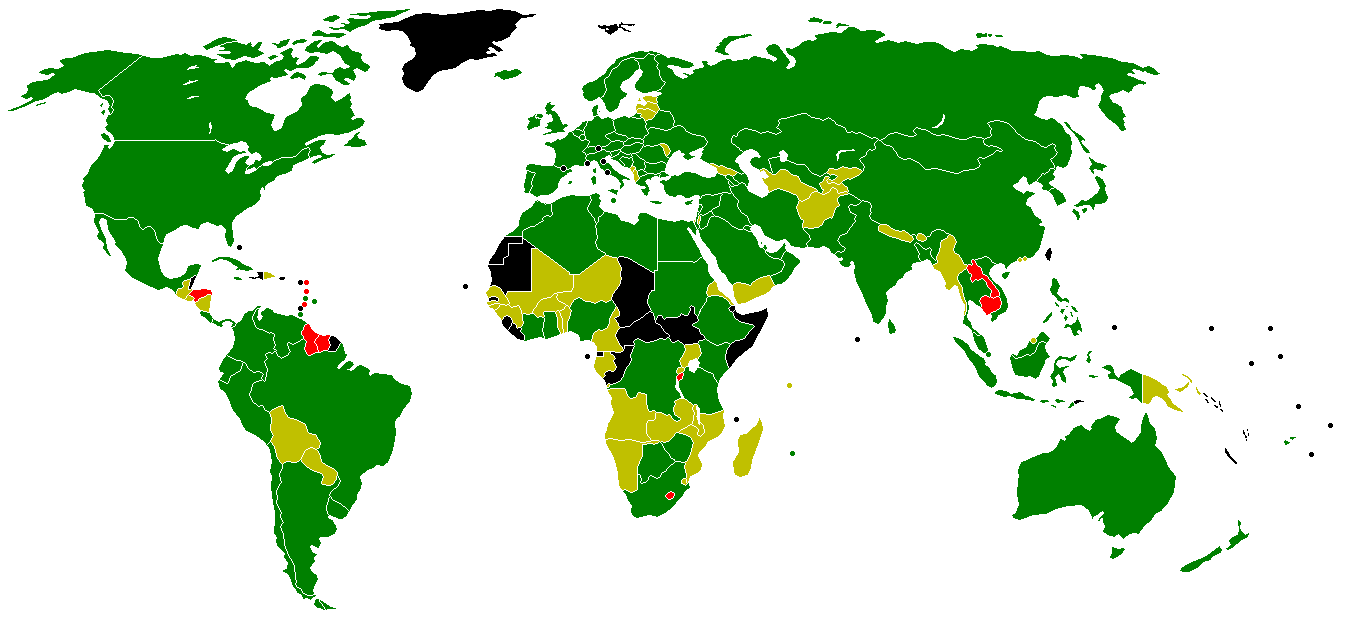
Harta cu indicatorul apartenenței statelori la ISO
Legendă:
Țări membre ale asociației
Țări corespondente cu asociația
Țări observatoare
Țări cu ISO 3166-1 care nu sunt membre la ISO

     Țări membre ale asociației
     Țări corespondente cu asociația
     Țări observatoare
     Țări cu ISO 3166-1 care nu sunt membre la ISO

## Organizația Internațională de Standardizare
Din 14 pînă 26 octombrie 1946, în Londra a avut loc întrunirea de organizații naționale de norme din 25 de țări. Acolo s-a hotărît organizarea unei noi organizații, în care ISA (eng. International Federation of the National Standardizing Associations) înființată în 1926 dar care și-a oprit activitatea în anul 1942 și UNSCC (eng. United Nations Standards Coordinating Committee). Această nouă organizație numindu-se ISO, și-a preluat activitatea în data de 23 februarie 1947.
Organizația reprezintă peste 150 de țări, unde fiecare țară are un reprezentant. Limbile oficiale sunt engleza și franceza. 
Chiar dacă ISO se autodefinește ca organizație non guvernamentală, capacitatea sa de a elabora standarde care pot deveni referinte de legi – prin acorduri și tratate – face ca această organizație să fie mult mai puternică decât multe alte ONG-uri. Participanții au în compunere un organism de standardizare pentru fiecare țară membră la care pot participa și principalele corporații.
ISO cooperează strâns cu Comisia Electrotehnică Internațională (IEC), care este responsabilă pentru standardizarea echipamentelor electrice și electronice.
Standardele ISO sunt adoptate, traduse și difuzate în România de ASRO - Asociația de Standardizare din România (fostul IRS) care participă prin specialiști în cadrul comitetelor tehnice internaționale ale ISO.
ISO este sigla pentru „International Organization for Standardization”. Deși acest cuvânt este un acronim, el derivă și de la termenul grecesc „ισιος”, care înseamnă egal, (exemple: izotonic, izomorf, izobare, izotop etc.). Dacă ar fi fost doar un simplu acronim atunci ar fi fost: OIS în română, IOS în engleză, OIN în franceză, fondatorii însă au ales ISO ca abreviere universală.
Standardele ISO sunt numerotate, și au un format de tipul: "ISO 99999:yyyy: Titlul", unde "99999" este numărul standardului, "yyyy" este anul publicării, și "Titlul" descrie obiectul. De exemplu, familia de standarde ISO 9000 este formată intr-o serie de standarde referitoare la sistemul de management al calității, care urmăresc asigurarea satisfacției clienților si obținerea de produse și servicii conforme.

## Detalii
Standardizarea reprezintă o activitate organizată, de limitare la un minimum rațional necesar a varietății produselor și mărcilor de materiale necesare fabricării acestora, prin elaborarea de noi standarde și revizuirea lor. Prin standarde se realizează următoarele:
Se asigură în mod unitar și general ridicarea calității produselor la nivelul celor mai bune realizări pe plan național și mondial;
Codex Alimentarius este de exemplu o colecție de standarde alimentare adoptate la nivel internațional, care au ca scop declarat protecția sănătății consumatorilor și asigurarea practicilor corecte în comerțul alimentar. Codex Alimentarius cuprinde standarde pentru toate alimentele, fie ele preparate, semipreparate sau crude și pentru distribuția către consumator, prevederi în ceea ce privește igiena alimentară, aditivi alimentari, reziduuri de pesticide, factori de contaminare, etichetare și prezentare, metode de analiză și prelevare. În realitate, Codex Alimentarius intenționează să pună în afara legii orice metodă alternativă în domeniul sănătății cum ar fi terapiile naturiste, folosirea suplimentelor alimentare și a vitaminelor și tot ceea ce ar putea constitui mai mult sau mai puțin un potențial concurent pentru industria chimiei farmaceutice.

### Definiția unui standard
Ghidul ISO/CEI 2: 1996 definește standardul ca fiind un document, stabilit prin consens și aprobat de către un organism recunoscut, care asigură, pentru uz comun și repetat, reguli, linii directoare sau caracteristici pentru activități sau rezultatelor lor, cu scopul de a se obține gradul optim de ordine într-un anumit context. 

#### Conținutul unui standard
Standardele variază după caracter, subiect sau volum. Acestea includ mai multe discipline: începând cu toate aspectele tehnice, economice și sociale ale activității umane și încheind cu toate disciplinele de bază cum ar fi limbajul, matematica, fizica etc. 
•	Sunt coerente și consecvente : standardele sunt elaborate de către comitetele tehnice care sunt coordonate de către un organism specializat și asigură depășirea barierelor dintre diferitele domenii de activitate și diferite politici comerciale; 
•	Rezultă din participare : standardele reflectă rezultatele activității desfășurate în comun ce implică toate părțile competente și sunt validate prin consens pentru a reprezenta toate interesele relevante: producători, utilizatori, laboratoare, autorități, consumatori etc. 
•	Sunt procese active : standardele se bazează pe experiența reală și conduc la rezultate materiale în practică (produse – atât bunurile, cât și serviciile, metodele de încercare etc.); ele stabilesc un compromis între cele mai ridicate nivele de progres și constrângerile economice ale timpului; 
•	Sunt actualizate : standardele sunt revizuite periodic sau după cum dictează circumstanțele pentru a le asigura actualitatea și, de aceea, evoluează împreună cu progresul social și tehnologic; 
•	Au statut de referințe în contracte comerciale și în instanță în cazul unei dispute; 
•	Au recunoaștere națională sau internațională : standardele sunt documente care sunt recunoscute ca valabile la nivel național, regional sau internațional, după caz; 
•	Sunt disponibile pentru oricine : standardele pot fi consultate și achiziționate fără restricție. 
Ca regulă generală, standardele nu sunt obligatorii, acestea având o aplicare voluntară. În anumite cazuri, implementarea poate fi obligatorie (cum ar fi în domeniile legate de securitate, instalații electrice sau în contracte publice). 

#### Rolul standardelor
Un standard reprezintă un nivel de experiență și tehnologie care face ca prezența industriei în elaborarea sa să fie indispensabilă. 
Acesta este un document de referință folosit, în special, în contextul contractelor publice sau în cadrul comerțului internațional, pe care se bazează majoritatea contractelor comerciale. 
Standardele sunt folosite de către industriași ca și referință indiscutabilă ce simplifică și clarifică relațiile comerciale dintre partenerii economici. 
Standardele sunt documente care se folosesc din ce în ce mai mult în jurisprudență. 
Pentru factorii economici, standardele sunt: 
•	Un factor de raționalizare a producției : standardul face posibilă stăpânirea caracteristicilor tehnice, pentru a satisface clientul, pentru a valida metodele de fabricație, pentru creșterea productivității, dând un sentiment de securitate operatorilor și instalatorilor; 
•	Un factor de clarificare a tranzacțiilor : în fața unei oferte supraaglomerate de produse sau servicii, care pot avea valori practice extrem de diferite, existența sistemelor de referință facilitează o mai bună evaluare a ofertelor și reducerea incertitudinilor, ajută la definirea necesităților, optimizează relațiile cu furnizorii, elimină necesitatea unor încercări suplimentare; 
•	Un factor de inovare și dezvoltare a produselor : participarea la activitatea de standardizare favorizează anticiparea și prin aceasta asigură progresul simultan al produselor. Standardele au un rol favorabil în inovare datorită transferului de cunoștințe; 
•	Un factor de transfer al noilor tehnologii : standardizarea facilitează și accelerează transferul de tehnologie în domeniile care sunt esențiale atât pentru companii, cât și pentru persoane fizice (noi materiale, sisteme de informare, biotehnologie, produse electronice, fabricarea integratelor pentru computere – CIM etc.) 
•	Un factor pentru selectarea strategică a companiilor : participarea la standardizare înseamnă introducerea soluțiilor adaptate la competența unei companii și echiparea acelei companii pentru a putea concura într-un mediu economic competitiv. Asta înseamnă să acționezi în spiritul standardizării, nu să suporți costurile.

#### Tipuri de standarde
Se pot menționa patru tipuri mari de standarde: 
Standarde de prescripții fundamentale care se referă la terminologie, metrologie, convenții, semne și simboluri etc. 
- Standarde pentru metode de încercare și pentru analiză care măsoară caracteristicile;
- Standarde care definesc caracteristicile unui produs (standard de produs) sau a unei specificații pentru un serviciu (standarde pentru activități de servicii) și pragurile de performanță ce trebuie atinse (utilizare adecvată, interfața și interschimbabilitatea, sănătate, securitate, protecția mediului, contracte standard, documentația ce însoțește produsele sau serviciile etc.);
- Standarde de organizație care se referă la descrierea funcțiilor unei companii și la relațiile dintre acestea, cât și la structurarea activităților (managementul și asigurarea calității, mentenanța, analizele de valoare, logistica, managementul calității, managementul proiectelor sau al sistemelor, managementul producției etc.)

#### Ciclul de viață
În general, un standard cuprinde șapte etape majore: 
Identificarea necesităților partenerilor : analiza pe sector a gradului de adecvare și a fezabilității tehnico-economice a activității normative pe baza a două întrebări hotărâtoare: Standardul va asigura „un plus” tehnic și economic în sector? Există și sunt disponibile cunoștințele necesare pentru elaborarea unui standard? 
Programarea colectivă: strategie de gândire pe baza necesităților identificate și a priorităților definite de către toți partenerii, apoi luarea deciziei de a se introduce în programul de lucru al organizației implicate; 
Elaborarea proiectului de standard de către părțile interesate, reprezentate de experți (inclusiv producători, distribuitori, utilizatori, consumatori, administrație, laboratoare etc., după caz), lucrând împreună în cadrul comitetelor tehnice; 
Consensulexperților privind proiectul de standard; 
Validarea : consultare la nivel internațional și/sau național, după caz, sub forma unei anchete publice, ce implică toți partenerii economici pentru a avea asigurarea că proiectul de standard este conform interesului general și nu ridică alte obiecții majore. Finalizarea textului proiectului de standard; 
Aprobarea textului pentru a fi publicat ca standard; 
Revizuirea : aplicarea tuturor standardelor reprezintă obiectul unei evaluări efectuate în mod regulat de către organismul de standardizare în ceea ce privește relevanța, ceea ce face posibilă detectarea la timp a unui standard ce trebuie adaptat la alte necesități. După revizuire, un standard poate fi confirmat fără schimbări, poate merge în continuare la revizuire sau poate fi anulat.

#### Dreptul de autor și dreptul de utilizare
Standarde naționale: 
Standardul este o operă colectivă. Includerea unui standard național în programul național de standardizare și elaborarea acestuia se face sub autoritatea organismului național de standardizare, care îl și publică. Prin urmare, standardul național este o operă protejată încă din faza de proiect, dreptul de autor aparținând organismului național de standardizare. 
Standarde internaționale: 
Din faza de proiect în cadrul comitetului tehnic, standardele internaționale sunt protejate prin drept de autor, aparținând organismelor internaționale de standardizare (ISO, CEI). Exploatarea drepturilor de autor este în mod automat transferată către organismele naționale de standardizare, membre ale ISO și CEI, pentru elaborarea standardelor naționale. Organismul național de standardizare este obligat să ia toate măsurile care se impun pentru a asigura protecția proprietății intelectuale a ISO și CEI pe teritoriul național. Fiecare proiect de standard internațional și fiecare standard internațional publicat poartă mențiunea de exploatare a drepturilor de autor, constând în simbolul internațional al dreptului de autor, numele editorului și anul publicării. 
Reproducerea standardelor 
Standardul nu poate fi copiat, reprodus electronic sau transmis, în tot sau în parte, sub orice formă și prin orice mijloace, electronic sau mecanic, inclusiv prin fotocopiere și microfilm, fără acordul scris al organismului național sau internațional de standardizare în cauză, decât dacă nu este prevăzut altfel. 
Utilizarea rețelelor publice, inclusiv a Internetului 
La toate nivelele – național, regional sau internațional – organismul național de standardizare trebuie consultat în prealabil în cazul deschiderii unei rețele electronice publice sau private (Internet, Intranet sau ceva similar) destinate diseminării, transmiterii sau schimburilor de texte sau părți ale textelor standardelor, în cadrul sau în afara activității de standardizare. Indiferent de situație, există o obligație strictă de a urmări recomandările organismului internațional și național de standardizare în cauză ori de câte ori sunt utilizate rețele publice sau private. 

### Standardizarea

#### Rolul standardizării
Standardizarea este recunoscută astăzi ca fiind disciplina esențială pentru toți agenții economici, care trebuie să depună eforturi pentru cunoașterea motivațiilor și a implicațiilor acesteia. Acum 20 de ani standardizarea era un domeniu rezervat doar câtorva specialiști. Astăzi, companiile au preluat standardizarea ca un element tehnic și comercial major. Ele conștientizează faptul că trebuie să joace un rol activ în acest domeniu sau să fie gata să accepte standardizarea care se desfășoară fără contribuția lor sau fără luarea în considerare a intereselor lor. Mai mulți factori au contribuit la definirea acestei tendințe: 

#### Integrarea economică a Europei
Pașii alerți spre integrarea economică europeană și decizia Comisiei CE de a da standardelor o valoare decisivă în ceea ce privește libera circulație a mărfurilor și a serviciilor în cadrul Uniunii au condus la rolul cheie pe care îl joacă instrumentul normativ. Concurența în creștere și specializarea pe care le determină vor conduce la o dezvoltare majoră a schimburilor în cadrul Pieței Unice. Aceste schimburi trebuie să se conformeze anumitor reguli. Comisia și-a limitat rolul prin afirmarea obiectivelor – cerințele esențiale – lăsând agenților economici, implicați în elaborarea standardelor, posibilitatea de a specifica modalitățile și mijloacele de atingere a obiectivelor.

#### Cerința calității
Apărută în anii ’50, cerința calității a dobândit o importanță crescută și se evidențiază din ce în ce mai mult ca un factor determinant al competitivității. Dacă astăzi este ușor să compari prețuri, este mult mai dificil să compari nivele de calitate. Existența unui sistem de calitate de referință, recunoscut unanim, reprezintă un instrument prețios de clarificare. Acesta este rolul exact al standardelor. 

#### Evoluția tehnică și tehnologică
Un alt factor pozitiv pentru expansiunea standardizării este apariția noilor tehnici și tehnologii. Toate tehnicile privind informația, prelucrarea și transmiterea la distanță a acesteia (prelucrarea datelor, telecomunicațiile, căile de informații etc.) implică stabilirea rețelelor. În ceea ce privește alte tehnici bazate pe rețele (transmisii electronice), dezvoltarea acestora depinde de acceptul utilizatorilor în privința regulilor comune care facilitează interoperabilitatea. Într-o economie a țărilor dezvoltate, aceste tehnici joacă un rol considerabil, fapt atestat, spre exemplu, de expansiunea ridicată a Electronic Data Interchange (EDI). 

### Standardizarea internațională, regională și națională
Standardele se elaborează la nivel internațional, regional și național. Coordonarea activităților la aceste trei nivele este asigurată prin structuri comune și acorduri de cooperare. 
Standardizarea internațională 
ISO – Organizația Internațională de Standardizare 
IEC – Comisia Electrotehnică Internațională 
ITU – Uniunea Internațională a Telecomunicațiilor 
Standardizarea regională 
Europa 
CEN – Comitetul European pentru Standardizare 
CENELEC – Comitetul European pentru Standardizare în Electrotehnică 
ETSI – Institutul European pentru Standardizare în Telecomunicații 
America 
COPANT – Comisia de Standardizare Paname-ricană 
MERCOSUR – Piața Comună a Sudului 
Standardizarea națională 
Fiecare țară are propriul sistem național de standardizare. Organismele principale sau cele mai reprezentative sunt membre ale organismelor regionale sau internaționale. 

#### Procesele de standardizare
La nivel național, activitatea de standardizare este condusă de comitetele de standardizare care pot beneficia de asistență din partea grupurilor de experți. Aceste comitete sau grupuri de lucru sunt alcătuite din reprezentanți calificați din cadrul cercurilor industriale, institutelor de cercetare, autorităților publice, consumatorilor sau organismelor de profil. 
La nivel regional sau internațional, activitatea este condusă de comitete tehnice pentru ale căror secretariate, organismele naționale de standardizare își asumă responsabilitatea. Aceste comitete tehnice sunt create de către consiliile tehnice de management ale organismelor regionale sau internaționale relevante. Toți membrii naționali au dreptul să fie reprezentați în cadrul comitetelor internaționale sau regionale pentru fiecare domeniu în parte. 

#### Standardizarea și OMC (Organizația Mondială a Comerțului)
Ultimele negocieri ale GATT (Acordul General asupra Tarifelor și Comerțului), Runda Uruguay, au avut ca rezultat înființarea OMC, care a fost înființat pe data de 1 ianuarie 1995. La data de 5 februarie 2003 existau 145 de membri și observatori. Acordul privind Barierele Tehnice în Calea Comerțului (WTO TBT) este unul dintre cele 29 de texte juridice individuale ale Acordului OMC care obligă membrii să asigure faptul că reglementările tehnice, standardele voluntare și procedurile de evaluare a conformității nu creează obstacole inutile în calea comerțului. Anexa 3 a Acordului TBT este Codul de Bună Practică pentru Pregătirea, Adoptarea și Aplicarea Standardelor. Prin acceptarea Acordului TBT, membrii OMC sunt de acord să asigure faptul că guvernele și organismele de standardizare ale țărilor lor acceptă și respectă acest Cod de Bună Practică și acceptă și să ia măsuri rezonabile pentru ca și guvernele locale, organismele neguvernamentale și organismele regionale de standardizare fac același lucru. Codul este, de aceea, deschis pentru a fi acceptat de către toate aceste organisme. 
Acordul TBT recunoaște contribuția importantă pe care standardele internaționale și sistemele de evaluarea conformității o pot aduce la îmbunătățirea eficienței producției și la facilitarea comerțului internațional. Codul de Bună Practică menționează că organismele de standardizare ar trebui să folosească, integral sau parțial, în cazul în care există standardele internaționale sau finalizarea lor este iminentă, ca bază pentru standardele pe care le elaborează. De asemenea, acesta are ca scop armonizarea standardelor, cât mai mult posibil, încurajând toate organismele de standardizare să utilizeze la maximum resursele disponibile în pregătirea standardelor internaționale prin intermediul organismelor internaționale de standardizare. 
În contextul transparenței, Codul cere ca organismele de standardizare care au acceptat condițiile sale să notifice acest lucru la Centrul de Informare ISO/CEI cu sediul la Secretariatul Central ISO de la Geneva, fie direct sau prin intermediul membrului ISONET național/internațional relevant (rețeaua de Informare ISO). Informațiile de contact pentru toți membrii ISONET sunt prezentate în ISONET Directory. Cel puțin o dată la șase luni, organismele de standardizare trebuie să publice programele lor de standardizare și să notifice existența lor la Centrul de Informare ISO/CEI. Alte prevederi importante se referă la pregătirea, adoptarea și aplicarea standardelor. WTO TBT Standards Code Directory enumeră organismele de standardizare care au notificat acceptarea Codului de Bună Practică pentru Pregătirea, Adoptarea și Aplicarea Standardelor, WTO TBT. Acest index mai conține adresele acestor organisme de standardizare și informare privitor la disponibilitatea programelor lor de lucru. Acesta se publică anual.

### Standarde pentru sisteme de management
În ultimii ani s-a putut constata dezvoltarea și aplicarea a ceea ce se cunoaște sub numele de „standarde generice pentru sisteme de management”, în care „generic” înseamnă că cerințele din standarde se pot aplica în orice organizație, indiferent de produsele pe care le fabrică (sau de faptul că „produsul” este, de fapt, un serviciu) iar sisteme de management se referă la ceea ce face organizația pentru a-și organiza procesele. Două dintre cele mai cunoscute serii de standarde internaționale ce intră în această categorie sunt aproape sigur seria ISO 9000 pentru managementul sistemelor calității și seria ISO 14000 pentru sistemele de managementul mediului. O gamă largă de informații și asistență legate de aceste standarde și aplicarea lor este disponibilă la membrii ISO, dintre care mulți oferă informații detaliate prin intermediul site-urilor lor și pe site-ul ISO. 

## Certificarea conformității cu standardele și asigurarea calității

### Certificare

#### Definiția certificării
Certificarea este o procedură prin care o terță parte dă asigurarea scrisă că un produs, proces sau serviciu este în conformitate cu cerințele specificate. (Definiție: Ghidul 2 ISO/CEI: 1996). 
Acesta este diferit de alte sisteme de dovedire a conformității, cum ar fi declarațiile furnizorului, rapoartele laboratoarelor de încercări sau rapoartele organismelor de inspecție. Certificarea se bazează pe rezultatele încercărilor, inspecțiilor și auditurilor și dau încredere clientului în ceea ce privește intervenția sistematică a unei terțe părți competente. 

#### Rolul certificării
Certificarea este un avantaj, atât pentru producător, cât și pentru cel care achiziționează, consumator sau distribuitor. Aceasta adaugă o valoare incontestabilă produsului sau serviciului care poartă marca sa comercială. 
Pentru producător sau pentru cel care furnizează servicii, această valorifică bunurile sau serviciile, deschide piețele și simplifică relațiile. 
Pentru utilizator, ea furnizează asigurarea că produsul achiziționat îndeplinește caracteristicile definite sau că procesele organizației îndeplinesc cerințele specificate. Anumite mărci de certificare a produsului pot reprezenta asigurarea securității și calității. Certificarea facilitează diferențierea produselor sau serviciilor aparent identice; aceasta oferă tuturor posibilitatea unui apel în cazul nemulțumirii. 

#### Tipuri de certificare
Certificarea produsului atestă faptul că acesta este în conformitate cu caracteristicile de securitate, adecvat utilizării și/sau interschimbabilității definite în standarde și în specificațiile suplimentare standardelor, atunci când acestea sunt cerute de către piață. 
Certificarea organizației demonstrează conformitatea calității, de exemplu, a unei organizații sau a sistemului său de management de mediu cu modelul relevant din seriile de standarde privitoare la sistemele de management ISO 9000 sau ISO 14000. Diferitele sisteme de referință nu sunt legate de nivelul de performanță a produsului. 

### Laboratoarele de încercări acreditate
Producătorii pot avea nevoie de sprijinul tehnic al laboratoarelor de încercări independente, fie pentru dezvoltarea unor produse noi, fie în etapa de marketing și export. Multe țări industrializate au făcut eforturi substanțiale pentru a dezvolta rețele de laboratoare care furnizează asigurarea calității serviciilor de încercare (în special în termeni legați de calitatea rezultatelor pe care își bazează deciziile). 
La nivel internațional, această activitate se încadrează în domeniul de aplicare al International Laboratory Accreditation (ILAC). Unul dintre obiectivele acestei coordonări este de a asigura companiilor un acces îmbunătățit la serviciile acestor laboratoare care vor acoperi cel mai probabil, necesitățile acestora legate de încercare și vor optimiza utilizarea acestor mijloace. 
La nivel național, există un număr de rețele de laboratoare. Organismele naționale de standardizare pot fi contactate pentru informații privind țările lor. 

## Accesul la standarde și la serviciile de standardizare
Fiecare organism național de standardizare își administrează propria colecție de standarde și are acces la colecțiile altor instituții. Acesta face disponibilă colecția pentru agenții economici și oferă o gamă de servicii. Acestea pot include: 
•	Instrumente și servicii de informare gratuite pentru identificarea standardelor sau pentru anunțarea standardelor noi: cataloage, reviste informative, servere web etc; 
•	Servicii contra cost pentru accesul la textele normative în diferite formate: 
Abonamente, format hârtie, CD-ROM, online; 
•	Serviciile de notificare sau abonare pentru informații actualizate; 
•	Asistență tehnică, incluzând exportatorii. 
Membrii WSSN 
Pentru a facilita accesul la informațiile despre standarde și servicii, WSSN menține legături directe cu site-urile organizațiilor din următoarele categorii: 
ISO, CEI, ITU 
•	Alte organisme internaționale de standardizare 
•	Alte organizații internaționale/regionale cu activități conexe 
•	Organismele regionale de standardizare 
•	Membrii naționali ai ISO și CEI 
De asemenea, se furnizează o listă în ordine geografică a site-urilor de mai sus după țară sau după regiune. 
În schimb, membrii naționali ai ISO și CEI păstrează legătura cu organizațiile naționale similare și, când este cazul, rețelele naționale în domeniul standardizării, cum ar fi NSSN (o sursă de informații din Statele Unite, pentru standardele regionale și internaționale, care se poate accesa prin site-ul ANSI – Institutul Național de Standardizare din America), SISC (Serviciul Informații Standarde, Canada, care se poate accesa prin site-ul SCC – Consiliul Standardizării din Canada) etc. 
Indexul structurat al WSSN asigură un mijloc de accesare facilă a paginilor specifice ale site-urilor membrilor WSSN, cum ar fi informațiile de contact, cataloage etc. 
Nemembrii WSSN 
Informațiile despre organizații care intră în categoriile de mai sus și care nu au site-uri se pot obține după cum urmează: 
•	Organisme internaționale de standardizare – ISO/CEI: Nomenclatorul organismelor internaționale de standardizare conține informații despre 45 de organisme internaționale 
•	Membrii naționali ai ISO 
•	Comitete naționale CEI 
Alte surse de informații 
ISONET: centrele de informare ale unui număr de organisme naționale de standardizare, organisme regionale de standardizare și organisme internaționale de standardizare cooperează în cadrul ISONET, Rețeaua de Informare ISO. ISONET este un acord între organismele de standardizare pentru a combina eforturile lor în vederea obținerii informațiilor despre standarde, reglementări tehnice și alte aspecte aferente, care să fie disponibile rapid, de ori de câte ori este necesar. Membrii ISONET sunt de acord să își împărtășească experiența și să facă schimb de informații între ei, facilitând transferul informațiilor despre standardele și reglementările naționale străine ce se pot obține prin intermediul unui membru local al ISONET. Informațiile de contact pentru membrii ISONET și informațiile privind serviciile pe care le furnizează aceștia sunt prezentate în Nomenclatorul ISONET. 
Punctele de informare OMC TBT și OMC SPS
Aceste acorduri ale OMC prevăd înființarea punctelor naționale de informare pentru a furniza informații și asistență privind reglementările tehnice relevante, standardele și procedurile de evaluare a conformității. Pentru țările în care există un membru ISONET, informațiile de contact pentru punctele naționale de informare OMC TBT și OMC SPS relevante sunt incluse în nomenclatorul ISONET. Listele complete ale punctelor naționale de informare OMC TBT și OMC SPS sunt administrate de către OMC. Listele sunt, de asemenea, disponibile și în Nomenclatorul ISONET. 
Servicii de informare gratuite sau contra cost? 
În funcție de tipul de informații dorite, răspunsul furnizat poate fi gratuit sau poate intra în cadrul serviciilor contra cost. 
Ca regulă, informațiile privind standardizarea și sistemele de certificare, identificarea informațiilor privind standardele, produsele și serviciile oferite de către fiecare membru al WSSN vor fi gratuite. În mod similar, catalogul serviciilor membrilor WSSN, ce permite identificarea referințelor la standardele în vigoare în fiecare țară și a documentelor prin care se comandă un serviciu, va fi, de asemenea, oferite gratuit. 
Publicațiile organismelor de standardizare (standarde, manuale, cataloage pe hârtie etc.) sunt contra cost și fiecare organism are propriile sale tarife. 
Serviciile de documentare (bazele de date, serviciul de supraveghere a normativelor – format de hârtie, sau electronic – și servicii online, servicii care adaugă valoare) vor fi, de asemenea, contra cost.